# فرودگاه ویثهام فیلد
فرودگاه ویثهام فیلد (به انگلیسی: Witham Field)  یک فرودگاه همگانی ۱۲۰۵۵۶ با کد یاتا SUA است . این فرودگاه در  کشور ایالات متحده آمریکا قرار دارد و در ارتفاع ۶ متری از سطح دریا واقع شده است.